# Église Saint-Georges de Staro Nagoričane
Pour les articles homonymes, voir Église Saint-Georges.
L'église Saint-Georges (macédonien : Црква „Св. Великомаченик Георгиј“), est une église orthodoxe située à Staro Nagoritchané, en Macédoine du Nord. Sa construction a été ordonnée par le roi serbe Stefan II Milutin au début du XIVe siècle. Elle est l'un des plus beaux exemples de l'architecture serbe médiévale.
L'église faisait originellement partie d'un monastère orthodoxe, probablement fondé par Romain IV Diogène en 1070. L'ensemble est restauré par Stefan II Milutin en 1313, et l'église actuelle est alors édifiée. Ses fresques sont peintes de 1317 à 1318.

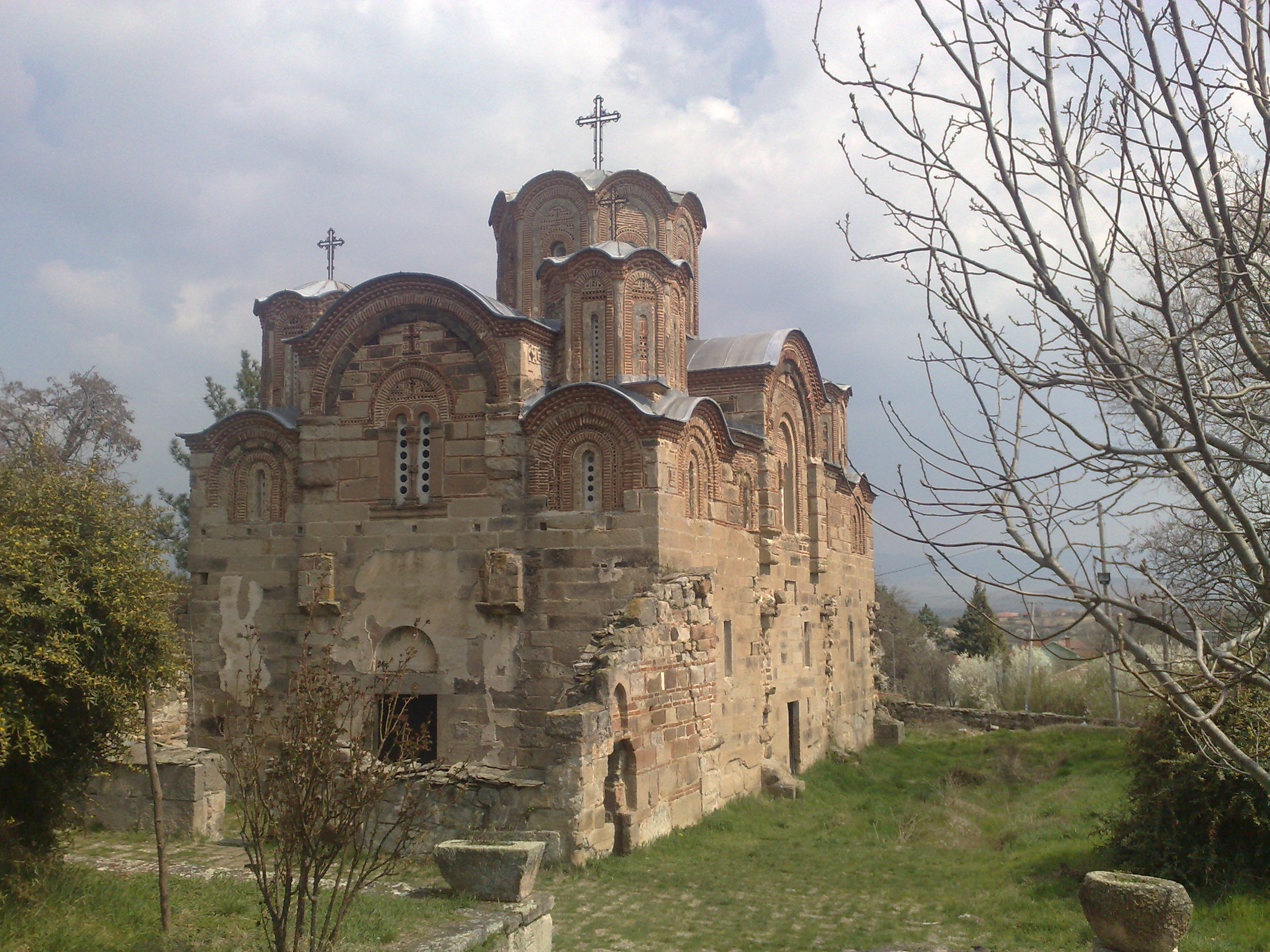
Vue d'ensemble de l'église
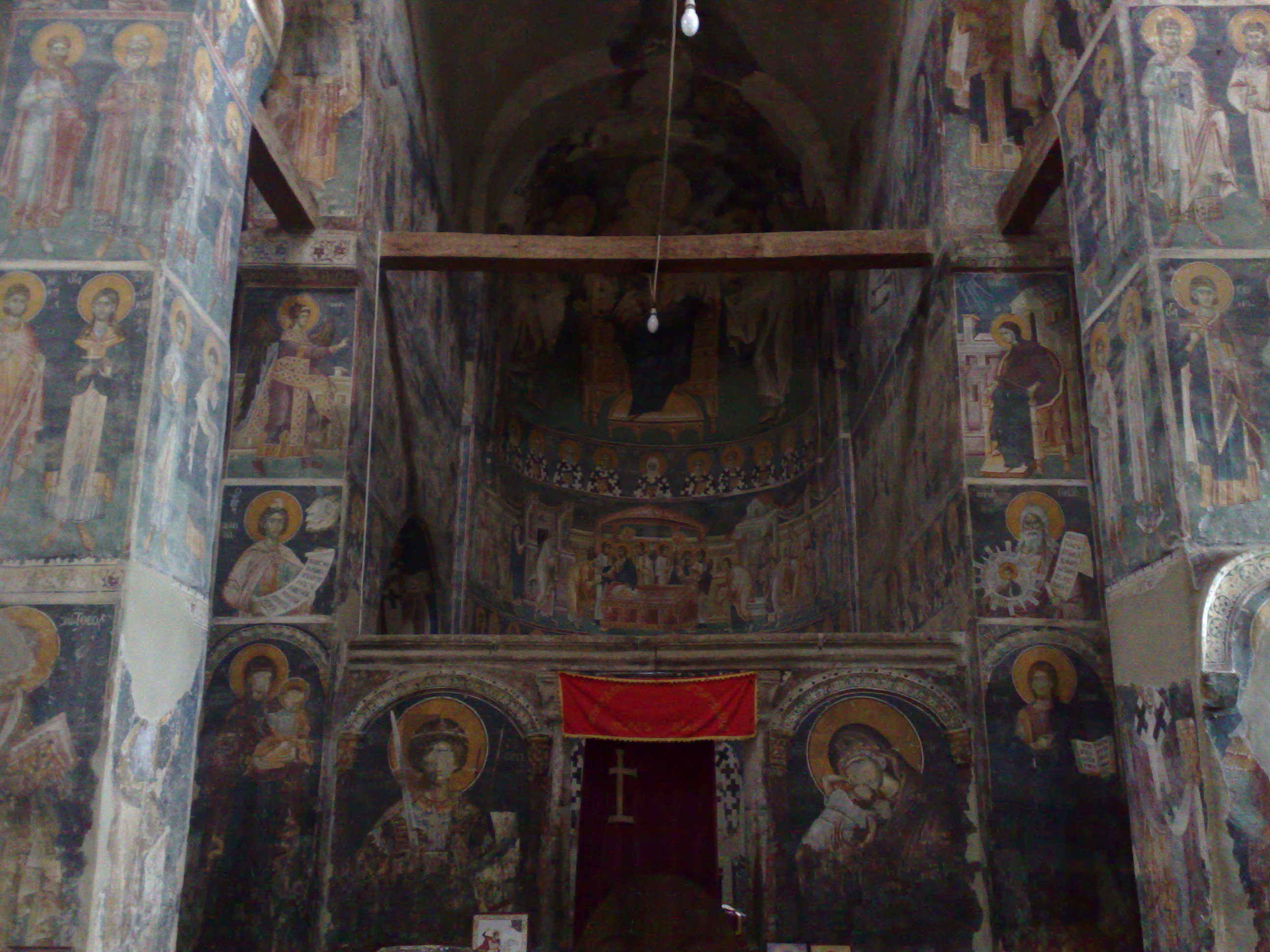
L'intérieur et les fresques
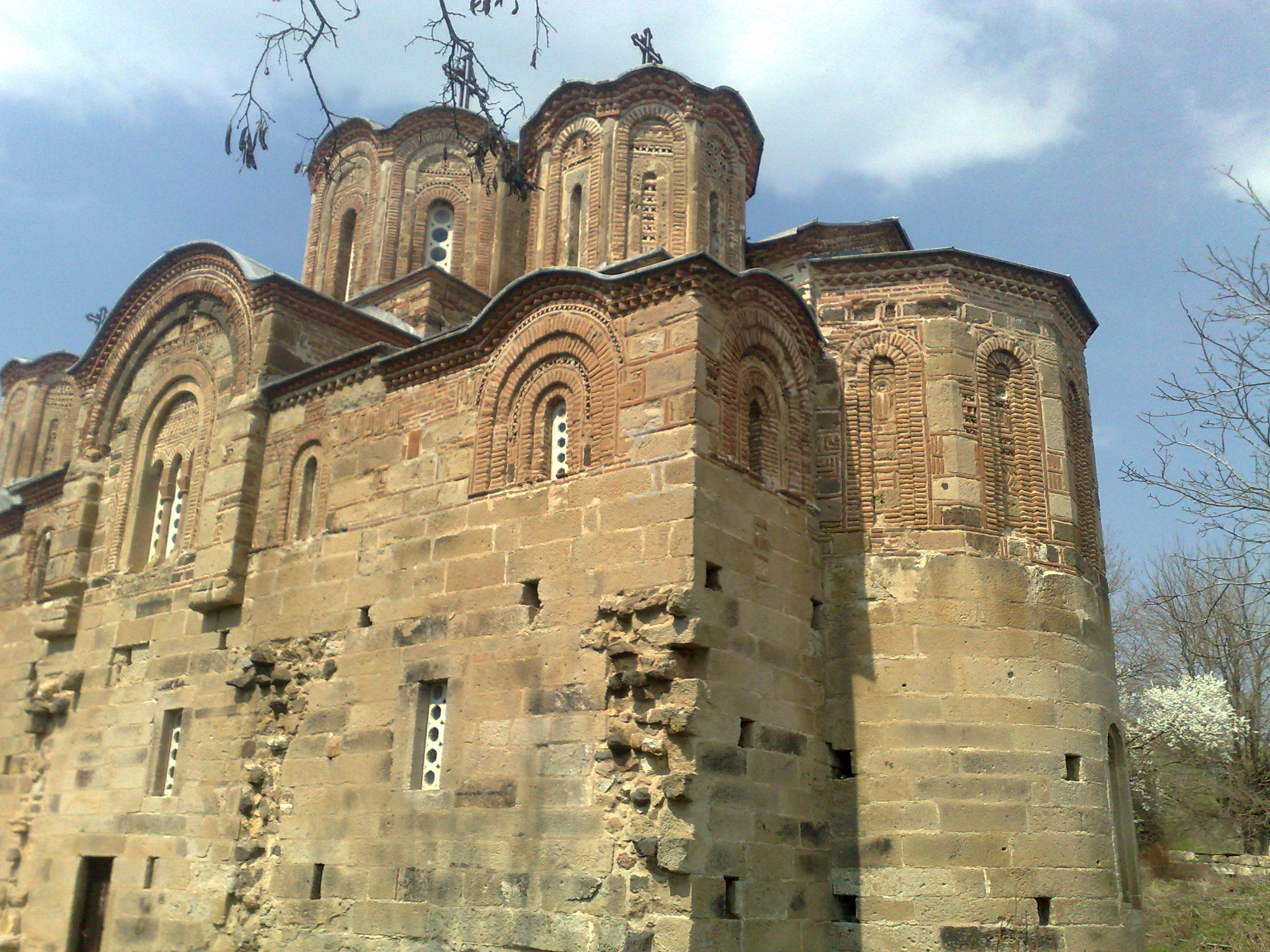
Vue du chevet